# Marie-Julie Baup
Marie-Julie Baup (1979, Paris) é uma atriz, escritora e comediante francesa. Seu trabalho inclui papéis em Micmacs na tela e Sonho de uma noite de verão no palco, e ela recebeu várias indicações para vários prêmios Molière e ganhou o prêmio de melhor atriz coadjuvante em 2013. Ela é casada com Lorànt Deutsch, a quem conheceu quando eles estavam em uma produção de Amadeus em 2005.

## Carreira
Depois de crescer em Yvelines, Baup encontrou sua carreira preferida ao participar de uma peça da escola, The Bald Soprano, aos 11 anos de idade. Em 2005, ela interpretou seu primeiro papel importante em uma adaptação de 2005 de Amadeus ao lado de Jean Piat e Lorànt Deutsch no Théâtre de Paris; ela e Deutsch foram nomeados separadamente para o Prêmio Molière de Melhor Revelação por suas performances. De 2006 a 2008, ela desempenhou um papel em The Importance of Being Earnest no Théâtre Antoine-Simone Berriau. Em 2009, ela assumiu o papel de "Calculadora" em Micmacs. Em 2013, ela ganhou o Prêmio Molière de Melhor Atriz Coadjuvante por sua atuação na edição de 2013 de Sonho de uma noite de verão no Théâtre de la Porte Saint-Martin. Em 2014, foi indicada a mais um prêmio Molière por sua atuação na peça Divina, mais uma vez para o Prêmio Molière de Melhor Atriz Coadjuvante. Baup e seu marido Deutsch trabalharam juntos mais uma vez para uma revivificação de Irma La Douce em 2015, que foi indicada ao prêmio Molière de melhor musical.

## Filmografia

### Filme
| Ano  | Título                        | Papel                | Notas                                                    |
| ---- | ----------------------------- | -------------------- | -------------------------------------------------------- |
| 2004 | The Giraffe's Neck            | Jovem no trem        |                                                          |
| 2008 | Mark of an Angel              | Enfermeira           |                                                          |
| 2009 | Micmacs                       | Calculadora          | Selecionado para o Prêmio César de Atriz Mais Promissora |
| 2012 | 10 jours en or                | Dono de boutique     |                                                          |
| 2014 | Amour sur place ou à emporter | bruxa de Blair       |                                                          |
| 2017 | The Teacher                   | O médico do hospital |                                                          |
| 2017 | Jalouse                       | Isabelle             |                                                          |
| 2018 | Les Bonnes intentions         | Agnès                |                                                          |

### Televisão
| Ano       | Título                                          | Papel                   | Notas                    |
| --------- | ----------------------------------------------- | ----------------------- | ------------------------ |
| 2006      | Hé M'sieur                                      | Martine Marot           | Um filme para televisão. |
| 2006      | L'État de Grace                                 | Enfermeira              | Uma minissérie.          |
| 2008      | Paris enquêtes criminelles (episódio "Trafics") | Fanny Delorme           |                          |
| 2010      | Le Roi, l'Écureuil et la Couleuvre              | Catherine de Manneville |                          |
| 2012      | Les Pieds dans le plat                          | Anouchka Stern          | Um filme para televisão. |
| 2014–2018 | A Very Secret Service                           | Marie-Jo Cotin          |                          |
| 2015      | Une chance de trop                              | Claire Lambert          |                          |
| 2018      | Le Jour où j'ai brûlé mon coeur                 | Suzanna                 |                          |

### Teatro
| Ano       | Título                               | Papel                  | Teatro                                                | Notas                           |
| --------- | ------------------------------------ | ---------------------- | ----------------------------------------------------- | ------------------------------- |
| 2005      | Amadeus                              |                        | Théâtre de Paris                                      | Veja os prêmios                 |
| 2006      | The Importance of Being Earnest      |                        | Théâtre Antoine                                       |                                 |
| 2007      | The Importance of Being Earnest      |                        | Théâtre Antoine                                       |                                 |
| 2008      | The Importance of Being Earnest      |                        | Opéra de Massy                                        |                                 |
| 2008      | Question d'envie                     |                        | Petit Théâtre de Paris                                | Seu próprio trabalho escrito    |
| 2009-2010 | Les Femmes Savantes                  |                        | Théâtre 14 Jean-Marie Serreau, Petit Théâtre de Paris | Festival d'Anjou                |
| 2009-2010 | Les Femmes Savantes                  | Petit Théâtre de Paris |                                                       |                                 |
| 2010      | On purge bébé / Léonie est en avance |                        | Théâtre du Palais-Royal                               |                                 |
| 2011      | A Midsummer Night's Dream            |                        | Théâtre de la Porte Saint-Martin                      | Festival d'Anjou                |
| 2012      | Tartarin de Tarascon                 |                        | Théâtre André Malraux                                 | Função criada                   |
| 2013      | A Midsummer Night's Dream            |                        | Théâtre de la Porte Saint-Martin                      | Veja os prêmios                 |
| 2013      | La Station Champbaudet               |                        | Théâtre Marigny                                       |                                 |
| 2013      | Divina                               |                        | Théâtre des Variétés                                  | Veja os prêmios                 |
| 2015      | Irma La Douce                        |                        | Théâtre de la Porte Saint-Martin                      | Musical nomeado para um Molière |
| 2016      | Le Plus beau jour                    |                        | Théâtre Hébertot                                      |                                 |
| 2017      | Faisons un rêve                      |                        | Théâtre de la Madeleine                               | Festival d'Anjou                |
| 2018      | Papa va bientôt rentrer              |                        | Théâtre de Paris                                      |                                 |
| 2018      | Le Prénom                            |                        | Théâtre Édouard VII                                   |                                 |

## Prêmios e indicações
| Ano  | Organização                             | Prêmio                   | Trabalhar                   | Resultado |
| ---- | --------------------------------------- | ------------------------ | --------------------------- | --------- |
| 2005 | Prêmio Molière                          | Melhor Novato            |                             | Indicado  |
| 2013 | Prêmio Molière como Palmarès du théâtre | Melhor atriz coadjuvante | Sonho de uma noite de verão | Venceu    |
| 2013 | Prêmio Molière                          | Melhor atriz coadjuvante | Divina                      | Indicado  |

## Vida pessoal
Em 2005, Baup conheceu Deutsch quando trabalharam juntos durante a Amadeus. Depois de trabalharem juntos por vários anos no elenco de The Importance of Being Earnest, eles se casaram em 2009 e agora têm três filhos.